# Парк «Шота Руставели»

Памятник «Шота Руставели» в парке

Парк «Шота Руставели» — скульптурный (на весь парк всего два дерева) парк в центре Киева — на пересечении улиц Саксаганского и Руставели. Был торжественно открыт 8 июня 2007 года Президентами Украины и Грузии — Виктором Ющенко и Михаилом Саакашвили. Парк построили на деньги грузинской диаспоры Украины, Фонда президента Грузии, Киевской городской администрации. Все работы выполнены грузинскими скульпторами. Автор проекта и скульптор — Владимир Имерлишвили, скульптор — Паата Гигаури, архитектор — Давид Якобошвили.
Центральная композиция парка — памятник «Шота Руставели». Он был изготовлен в Днепропетровском районе из красного гранита. Вокруг памятника расположены лавки-скульптуры. Вечером скульптуры парка подсвечиваются, а на барельеф, где изображён Шота Руставели, проецируется цветное изображение фрески из Крестового монастыря, находящегося в Иерусалиме.